# إد سادوفسكي (كرة سلة)
إد سادوفسكي (بالإنجليزية: Ed Sadowski)‏ مواليد 11 يوليو 1917 في آكرون - الوفاة 18 سبتمبر 1990، كان مدرب كرة سلة أمريكي ولاعب. بدأ مسيرته الاحترافية في سنة 1940. بلغ طوله 6 قدم 5 بوصة (2.0 م). اعتزل اللعب في 1950.

## المسيرة الاحترافية
لعب مع ديترويت بيستونز من سنة 1944 إلى 1946، ثم لعب مع بوسطن سيلتكس في موسم 1947–1948، ثم لعب مع غولدن ستايت ووريورز في موسم 1948–1949، ثم لعب مع بالتيمور باليتس في موسم 1949–1950.

## روابط خارجية
- إد سادوفسكي على موقع إن بي أي (الإنجليزية)
- إد سادوفسكي على موقع سبورتس رفرنس (الإنجليزية)
- إد سادوفسكي على موقع ريلجم (الإنجليزية)
- إد سادوفسكي على موقع بروبوليرز (الإنجليزية)
- إد سادوفسكي على موقع سبورتس رفرنس (الإنجليزية)
- إد سادوفسكي على موقع سبورتس رفرنس (الإنجليزية)